# علی بروغنی
علی بروغنی (زادهٔ ۱۳۳۸ در سبزوار) نمایندهٔ حوزهٔ انتخابیهٔ سبزوار در دورهٔ هشتم مجلس شورای اسلامی و مشاور رئیس و مدیرکل حوزه ریاست شورای عالی استان‌های کشور بود. او در بهمن ۹۶ عضو شورای مرکزی جمعیت ایثارگران انقلاب اسلامی شد.
او پس از ناکامی در رقابت‌های انتخاباتی نهمین دوره مجلس شورای اسلامی، وزارت آموزش و پرورش، صدا و سیمای جمهوری اسلامی ایران، وزارت تعاون، کار و رفاه اجتماعی و دیوان محاسبات را به عنوان گزینه‌های مد نظرش برای ادامه فعالیت معرفی کرد.

## انتخابات مجلس نهم
نهمین دوره انتخابات مجلس شورای اسلامی (۱۳۹۱–۱۳۹۰)، در اسفند ۱۳۹۰ برگزار شد. در حوزه انتخابیه سبزوار، محمدرضا محسنی ثانی با۵۳۰۰۴ رأی و رمضانعلی سبحانی‌فر با ۵۲۹۳۳ رأی، نمایندگان حوزه انتخابیه سبزوار، جوین، جغتای و خوشاب وارد مجلس شدند. بروغنی که نماینده دوره هشتم مجلس شورای اسلامی بود، با۴۹۴۲۲ رأی نتوانست به مجلس راه یابد. او در گفتگویی تخلف در انتخابات را باعث شکستش دانسته است:
انتخابات تمام شده و من هم کارهایی که به نظرم می‌رسیده و قانون آن را مشخص کرده انجام داده‌ام. طی نامه‌ای از مجریان و ناظرین در خواست کردم که بررسی دوباره صورت گیرد و چند صندوق بازشماری شوداما هیئت اجرایی قبول نکرد و گفتند که به فرماندار نامه بنویسم تا کارهای قانونی انجام گردد که در نهایت این درخواست من به نتیجه نرسید.

## انتخابات مجلس دهم
بروغنی یکی از نامزدهای دهمین دوره انتخابات مجلس شورای اسلامی از سبزوار بود. در ۴ روز مانده به انتخابات ستاد وی توسط عده‌ای تندرو به آتش کشیده شد. سایت سلام سربدار در اینباره نوشت: «شب دوشنبه بعد از اتمام برنامهٔ عزاداری شام غریبان حضرت زهرا (س) در ستاد علی بروغنی، ستاد وی توسط عوامل ناشناس به آتش کشیده شد. در این حادثه قسمتی از چادرهای ستاد سوخت اما حضور به موقع آتش نشانان از سرایت آتش و خسارت جدی جلوگیری کرد.»

## دیدگاه‌ها

### نظارت بر مجلس
خرداد ۸۹ نمایندگان مجلس شورای اسلامی با رهبر ایران دیدار کردند. سید علی خامنه‌ای در این دیدار بر اعمال نظارت بر مجلس تأکید کرد. پس از آن بود که برخی نمایندگان طرحی را تهیه کردند که بر اساس آن بر نمایندگان مجلس نظارت اعمال می‌شد. علی بروغنی یکی از امضا کنندگان این طرح بود.
بروغنی دربارهٔ این طرح گفته:
 هنگامی که کسی سمت نمایندگی را بر عهده می‌گیرد، باید دارایی خود را اعلام کند و پس از پایان دوره چهار ساله مسئولیت، باز هم باید میزان اموال خود را اعلام کند. اگر نماینده‌ای در طول دوره مسئولیت انحرافی داشته باشد، بر اساس این طرح می‌توان با آن نماینده برخورد کرد.

### تذکر به احمدی‌نژاد
در ۱۳ دی ماه ۹۰ محمود احمدی‌نژاد در حکمی دامادش مهدی خورشیدی را که ریاست شورای عالی استاندارد را به عهده داشت با حفظ سمت به ریاست سازمان استاندارد منصوب کرد، که این انتصاب با واکنش شدید رسانه‌ها و برخی نمایندگان مجلس از جمله علی بروغنی مواجه شد. نمایندگان مجلس انتصاب خورشیدی به سمت جدید را واگذاری کار به افراد ناشایست دانستند و به رپیس‌جمهور تذکر کتبی دادند. یک هفته بعد، احمدی‌نژاد این انتصاب را لغو کرد و نظام‌الدین برزگری ریاست قبلی این سازمان در سمت خود ابقا شد.

### تعطیلی شنبه به جای پنج شنبه
بروغنی موافق تعطیلی شنبه‌ها به جای پنج شنبه‌ها است. او در گفتگویی گفته‌است:
با توجه به تعطیلی شنبه و یکشنبه در کشورهای دیگر، تعطیلی پنج‌شنبه‌ها تعطیلات چهار روزه جهانی را به دنبال دارد. گزینه تعطیلی شنبه‌ها به‌جای پنج‌شنبه‌ها در ادارات دولتی بیشتر مورد توجه دولت‌مردان و مجلس است.

### توسعه متوازن
نماینده سابق مردم سبزوار در مجلس شورای اسلامی توسعه متوازن در تمامی بخش‌های حوزه انتخابیه‌اش را وظیفه شرعی، قانون و اخلاقی می‌داند. او در گفتگو با خبرگزاری ایسنا در خصوص بخش بخش روداب سبزوار گفته‌است: «پراکندگی این بخش سبب کم‌توجهی به آن نیست چرا که وظیفه شرعی، قانون و اخلاقی ما توسعه متوازن است، به طوری که مطالعات سد این بخش در شرف تمام شدن است.»

## اظهارنظرها
- پیشگیری از جرم:

بروغنی هزینه پیشگیری از وقوع جرم را ۱۰ برابر کمتر از هزینه‌هایی می‌داند که پس از وقوع جرم انجام می‌شود. او تأکید کرده مسوولان سه قوه و خصوصاً قوه قضاییه با برنامه‌ریزی باید به این مسئله توجه داشته باشند که چگونه این هزینه‌ها صورت گیرد تا پیشگیری از وقوع جرم به خوبی انجام شود و هزینه‌های بعد از وقوع جرم را متحمل نشویم.

## مسئولیت‌ها
- مشاور رئیس شورای عالی استان‌های کشور
- رئیس شورای اسلامی استان خراسان رضوی و رئیس شورای اسلامی شهرستان سبزوار در دوره سوم شوراها
- رئیس شورای اسلامی شهرستان سبزوار، نایب رئیس شورای اسلامی شهر سبزوار و عضو شورای اسلامی استان خراسان رضوی در دوره دوم شوراها
- مسئول تربیت معلم علامه طباطبایی سبزوار
- نماینده آموزش و پرورش بخش داورزن سبزوار
- تدریس در دانشگاه‌های پیام نور، آزاد، مراکز فنی و حرفه‌ای و آموزش و پرورش سبزوار
- عضو هیئت نظارت بر انتخابات شورای اسلامی دوره اول شهرستان سبزوار
- عضو شورای فرهنگی و اجتماعی شورای نگهبان
- عضو هیئت تخلفات اداری آموزش و پرورش سبزوار
- رئیس هیئت مدیره هلدینگ صبا جهاد وابسته به سازمان بازنشستگی کشور
- نامزد دوره دهم انتخابات مجلس شورای اسلامی

از بروغنی سابقهٔ حضور در جهبه‌های جنگ ایران و عراق در دست است.